# Mario de Gasperín Gasperín
Mario de Gasperín Gasperín (ur. 18 stycznia 1935 w Córdoba) – meksykański duchowny rzymskokatolicki, w latach 1989–2011 biskup Querétaro.

## Życiorys
Święcenia kapłańskie przyjął 30 października 1960. 3 czerwca 1983 został prekonizowany biskupem Tuxpan. Sakrę biskupią otrzymał 4 sierpnia 1983. 4 kwietnia 1989 został mianowany biskupem Querétaro. 20 kwietnia 2011 przeszedł na emeryturę.